# 貝爾維尤鎮區 (愛荷華州傑克遜縣)
貝爾維尤鎮區（英語：Bellevue Township）是位於美國愛荷華州傑克遜縣的一個行政鎮區。

## 地方資料
根據2010年美國人口普查的數據，貝爾維尤鎮區的面積為112.50平方千米，當中陸地面積為109.56平方千米，而水域面積為2.94平方千米。當地共有人口2776人，而人口密度為每平方千米24.68人。